# Mănăstirea Bucium din Iași
Mănăstirea Bucium din Iași este o mănăstire de călugări creștin-ortodocși, întemeiată de ieromonahii Nifon Popescu și Nectarie în anul 1863 ca metoh al schitului românesc Prodromu de la Muntele Athos. Biserica mănăstirii are hramul "Duminica Tuturor Sfinților Atonului" (prăznuit în duminica a doua de după Rusalii).
Mănăstirea se află într-o zonă retrasă de pe dealul Bucium, în partea de sud a municipiului Iași, putându-se ajunge la ea de pe Șoseaua Bucium (aflată pe Drumul Național Iași-Vaslui) urmând a doua stradă după Plopii fără soț (ai marelui poet Mihai Eminescu). Adresa mănăstirii este Strada Păun nr. 14.

## Istoric
În anul 1820, în vremea arhipăstoririi mitropolitului Veniamin Costachi al Moldovei, a fost fondat la Muntele Athos, Schitul Românesc Prodromu cu hramul "Sfântului Ioan Botezătorul", întemeierea sa fiind consfințită prin hrisoavele domnești ale domnitorului Grigore Alexandru Ghica al Moldovei la 7 iulie 1853 și ale domnitorului Carol I al României la 19 iunie 1871.
În anul 1853, domnitorul Grigore Alexandru Ghica al Moldovei a cumpărat cu banii săi 4,7 ha teren în comuna Bucium, aflată la periferia orașului Iași, spre a avea unde strânge și depozita daniile care urmau să fie trimise mai apoi la Muntele Athos, acestea fiind necesare atât pentru hrana monahilor moldoveni, cât și pentru ajutorarea la construcția schitului atonit. În acea perioadă, pe teritoriul actual al mănăstirii se afla o vie și o clădire modestă (care a fost transformată mai târziu într-o mică biserică unde călugării să-și poată face pravila zilnică).
În anul 1863, după cum este precizat în adresa nr.16/13 mai 1942, ieromonahii Nifon Popescu, primul stareț al Schitului Prodromu din Sfântul Munte Athos și Nectarie au întemeiat aici Schitul Bucium, ca metoh al schitului atonit. Paraclisul schitului Bucium, cu hramul "Sfinții Atonului", a fost ridicat într-o casă având o dimensiune mult mai mică decât cea actuală și a fost sfințit la 19 iunie 1871 de către mitropolitul Calinic Miclescu (1865-1875) al Moldovei.
Slujbele se țineau numai ca pravilă pentru părinții viețuitori și deoarece credincioșii soseau aici rareori, nu existau case în jurul metocului și nu existau mijloace de transport din orașul Iași. Acest așezământ s-a numit până în anul 1918 "Metoh" sau "Conacul Bucium", aici venind adeseori pentru odihnă mitropolitul Pimen Georgescu împreună cu alți arhierei, fapt care a făcut să se schimbe și denumirea acestui așezământ în Schitul Bucium.
În casa în care se afla paraclisul au funcționat și trei chilii pentru viețuitori, însuși metocarul, iar mai târziu starețul și economul ocupau două dintre ele. Inițial fusese acoperită cu țiglă, dar din cauza faptului că aceasta începuse să se degradeze și să plouă prin ea, a fost acoperită cu tablă de către arhimandritul Hrisostom Postolache (1884-1979). Părintele Hrisostom venise aici după ce fusese stareț la Schitul Prodromu (1919-1921) și preot slujitor la Schitul Darvari din București (1921-1937). El a fost stareț al Schitului Bucium timp de 42 ani, în perioada 1937-1979.
Schitul Bucium s-a extins considerabil prin cumpărarea de către Schitul Prodromu în anul 1942 de la principesa Ioana Rosetti-Roznovanu, descendentă a familiei domnitorului Grigore Alexandru Ghica, a moșiei sale din Bucium însumând 22 ha teren, "Palatul Roznovanu din Bucium", "Casa cu chilii pentru muncitori", "Casa de oaspeți" și "Atelierele de olane și conducte din lut pentru aducțiuni".
După alegerea ca patriarh al Bisericii Ortodoxe Române a mitropolitului Justinian Marina, denumirea Schitului Bucium a fost schimbată în cea de Schitul Prodromu Iași, ca urmare a faptului că prin adresa nr.4707/22.08.1948 a Sfântului Sinod al Bisericii Ortodoxe Române, toate domeniile ce aparțineau Schitului Prodromu de la Muntele Athos au fost trecute într-o singură administrație (la Bucium), sub tutela Mitropoliei Moldovei și Sucevei. Astfel, Schitul Prodromu Iași a dobândit următoarele metoace: Schitul Zanea-Bârnova, Schitul Șorogari, Schitul Arva-Odobești și Schitul Țifești-Panciu. Acestea aveau în administrare vii, iar monahii se ocupau cu viticultura.
În anul 1950, comuna Bucium a fost înglobată în teritoriul municipiului Iași, așa cum a fost și până la reformele domnitorului Alexandru Ioan Cuza (1859-1866). Începând din anul 1954, în timpul arhipăstoririi mitropoliților Sebastian Rusan (1950-1956) și Iustin Moisescu (1957-1977), biserica a fost reparată și lărgită, după un plan întocmit de arhitectul Dimitrie Simotea și a fost împodobită cu frescă de pictorul Vasile Pascu în anul 1964 (în vremea starețului Hrisostom Apostolache) și sfințită în anul 1967.
Între timp, prin grija Arhiepiscopiei Iașilor, vatra schitului s-a extins, devenind o fermă viticolă pentru vin liturgic. În cadrul mânăstirii se află și cimitirul călugărilor. În anul 1991, schitul Bucium a fost ridicat la rangul de mănăstire de către mitropolitul Daniel Ciobotea, formând o comunitate monastică cu 16 viețuitori. Aici se află în prezent Casa Roznovanu (reședință mitropolitană), un frumos parc dendrologic și principala fermă viticolă a Mitropoliei Moldovei și Bucovinei. Deoarece hramul mănăstirii "Sfinții Atonului" se sărbătorește în ziua de "duminica a doua după Rusalii", numită și "Duminica Sfinților Români", mitropolitul Daniel a hotărât ca această mănăstire să aibă și hramul Sfinților Români.
În ultimii ani s-au efectuat numeroase înnoiri gospodărești și se pregătește construirea unei noi biserici cu hramul "Învierea Domnului".
Începând cu anul 2007, starețul mănăstirii este ieromonahul Irineu Bălan, îndrumătorul Atelierului de Pictură „Sf. Ioan Damaschin”. El este licențiat în teologie și în arte plastice - Secția Pictură icoane, având în prezent o bogată activitate artistică atât în zona Moldovei, cât și în toata țara.

## Arhitectura
Ansamblul mănăstirii este format din:
- Biserica-paraclis - este situată în mijlocul unei clădiri patrulatere, fiind construită potrivit predaniei apostolice, în formă trilobată, cu absidele laterale semicirculare și cu absida altarului rotunjită numai în exterior. Bolțile sunt sprijinite pe umerii a două arcade, apărând în lungime dreptunghiulare, iar în înălțime semicirculare. Turla ridicată deasupra naosului are formă octogonală, având patru geamuri lunguiețe. În partea dinspre sud a bisericii se află Biblioteca și Cancelaria Mănăstirii.

Pe partea dinspre nord a Bisericii sunt amplasate două camere, chilia starețului și o alta pentru paracliser, iar pe partea de sud era amplasată camera economului care avea o mică cămară cu baie și un hol. După decesul părintelui Hrisostom Postolache (la 22 iulie 1979), cele două chilii de pe latura nordică sunt folosite numai pentru necesitățile Bisericii (una pentru veșmântar și cealalta ca depozit al lucrurilor din cadrul Bisericii), iar chilia de pe latura sudica devine Cancelarie, după transferarea starețului Partenie Mănescu de la Bucium la Schitul Brădicești, la 27 februarie 1992.
În anul 2002, ca urmare a degradării unor pereți interiori la camerele dinspre nord și sud din cadrul complexului bisericesc, s-a reparat interiorul Cancelariei desființându-se cămara și baia și făcându-se în locul lor Casieria și Arhiva Mănăstirii Bucium. Tot atunci, din cele două încăperi de pe latura nordică a bisericii s-a făcut una singură păstrându-se configurația inițială și destinația (plus aceea de Bibliotecă).
- Clopotnița - construită în anii '60 ai secolului al XX-lea, amplasată în exteriorul bisericii (în partea de nord-vest), dar formând un corp comun cu aceasta
- Casa Roznovanu - a fost construită la începutul secolului al XIX-lea, conform modelului arhitectural al caselor moldovenești. În perioada martie 2003 - iulie 2004, ea a fost reparată, consolidată și adăugită cu etaj și mansardă care adăpostește și un paraclis pictat de pictorul Vasile Buzuloi (2004).
- Casa Roznovanu II - a fost construită la începutul secolului al XX-lea și adăpostește în prezent chiliile viețuitorilor. Această clădire a fost renovată în 1959.
- Casa Trapezei - proiectată de arhitectul George Matei Cantacuzino (1899-1960) și construită în 1965, adăpostește Bucătăria, Trapeza pentru viețuitori, o sală de protocol cu 60 de locuri, chiliile pentru viețuitori;
- Depozitul de vinuri al Centrului Eparhial;
- Atelierul de tâmplărie al Centrului Eparhial;
- Casa portarului - situată la intrarea în mănăstire;
- Cimitirul Monahal situat în partea dinspre N-E a mănăstirii.

Printre obiectele cu valoare istorică și artistică de care dispune mănăstirea, menționăm o cruce cu postament în filigran, provenită de la ierodiaconul Nectarie Mironescu (1910), aproximativ 1.500 cărți de cult datând din anul 1856, precum și câteva manuscrise ale marelui copist ieromonah Onufrie Bratu.

## Atelierul de picturăSfântul Ioan Damaschin
Atelierul de pictură a fost înființat în anul 2003 de către protosinghelul Ioachim Ceaușu, starețul mănăstirii, care a încercat inițial să ajute un grup de tineri, să pătrundă în tainele iconografiei, obținând rezultate foarte bune. Tinerii reușesc să realizeze atât icoane, cât și troițe și cruci pentru Sfântul Altar. Arta icoanelor de la atelierul Sfântul Ioan Damaschin este îmbinată cu stilul bizantin, aici putându-se vedea lucrări din cele trei serii:
- Din parfumul trecutului pentru bucuria prezentului (icoane ortodoxe vechi)
- Floarea Darurilor (icoane adresate celor care vor să ofere un dar spiritual)
- Iconostasul (icoane cuprinse în catapetesmele bisericilor ortodoxe)

## Legenda Icoanei Maicii Domnului - Prodromița
La această mănăstire a fost pictată Icoana Maicii Domnului - Prodromița (care acum se află la Sfântul Munte Athos). Legenda povestește că icoana s-a pictat singură în chip minunat în anul 1863.
Ctitorii Mănăstirii Bucium, ieromonahii Nifon și Nectarie, i-au cerut unui pictor bătrân, Iordache Nicolau din Copou, să picteze o icoană a Maicii Domnului, pe care voiau să o doneze la Schitul Prodromu. Icoana trebuia realizată după rânduielile ortodoxiei: pictorul trebuie să picteze numai în post și rugăciune, să nu fi mâncat nimic în ziua când pictează, ci numai după terminarea lucrului. Pictorul a pictat icoana pe lemn de tei, numai chipul Maicii Domnului nu reușea să-l picteze. Văzându-l necăjit, cei doi ieromonahi i-au spus că vor da icoana la o biserică mai mică și nu la Muntele Athos. Atunci pictorul a acoperit icoana cu o pânză și s-a dus în camera sa unde s-a rugat Maicii Domnului pentru ca să-i ierte păcatele și să-l ajute să termine pictarea icoanei. Când s-a trezit a doua zi și a ridicat pânza de pe icoană, bătrânul iconar batranul a văzut că pictura era finalizată, chipul Maicii Domnului fiind zugrăvit în chip minunat și nefăcut de mână omenească.
Auzindu-se de această minune, au început să vină aici o mulțime de bolnavi în speranța vindecării. Temându-se că domnitorul Cuza va lua icoana de la schit, ieromonahii Nifon și Nectarie au luat icoana cu ei și au spre Muntele Athos. Legenda povestește că un pictor de la Episcopia Dunării de Jos din Galați nu a crezut că icoana s-a pictat singură, spunând că sunt basme călugărești și că el poate să facă una și mai frumoasă. În acel moment, Maica Domnului și-a întors fața către el, iar pictorul s-a speriat. Ajunși la Muntele Athos, un frate paralizat s-a vindecat numai când a văzut-o. Tot legenda spune că icoana își schimbă fața după teritoriul unde se află: în Moldova avea chip de moldoveancă, în Muntele Athos capătă chip de grecoaică, în Africa chipul devine negru.

## Imagini

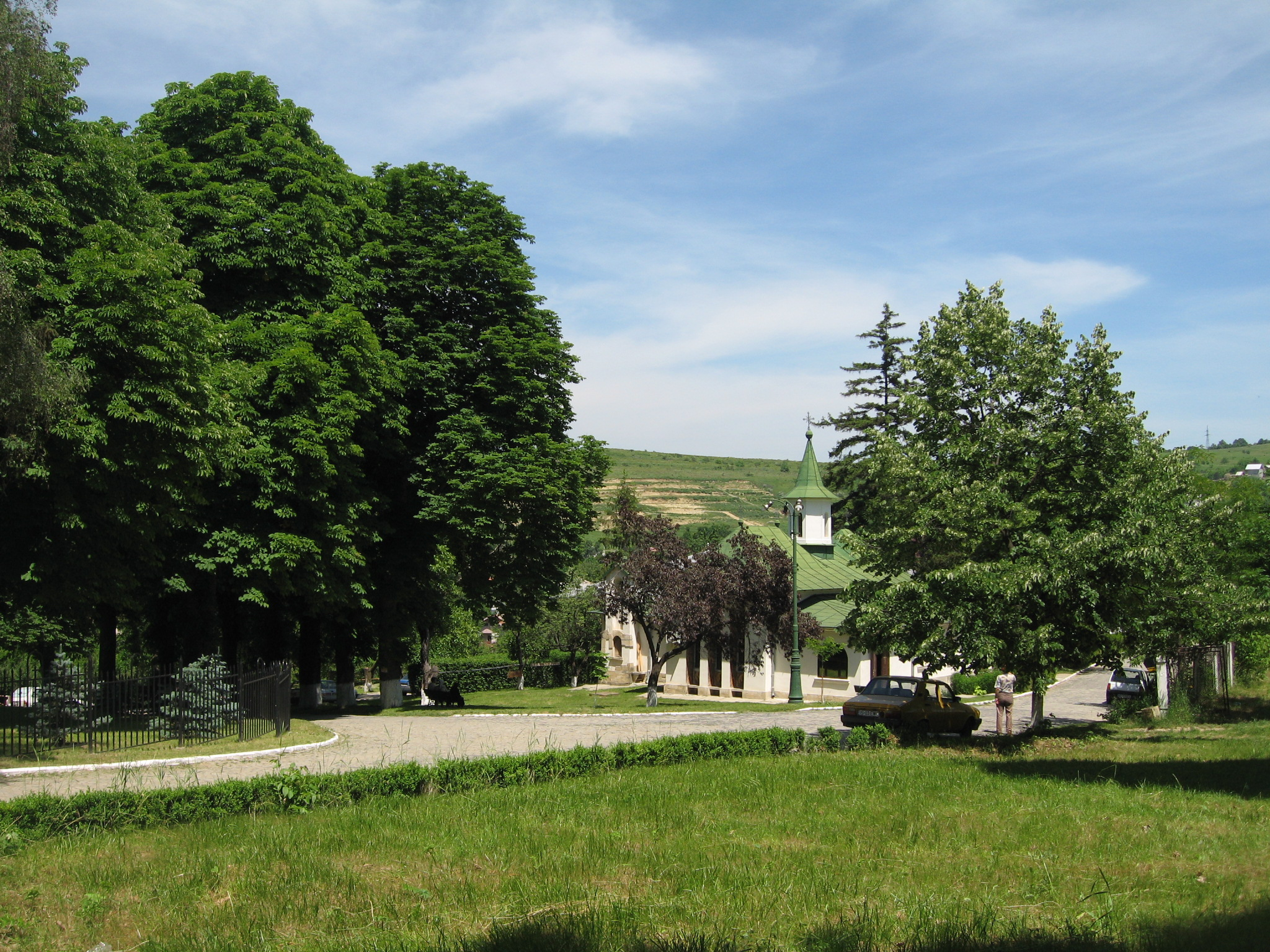
Biserica Mănăstirii Bucium văzută de la Casa Roznovanu
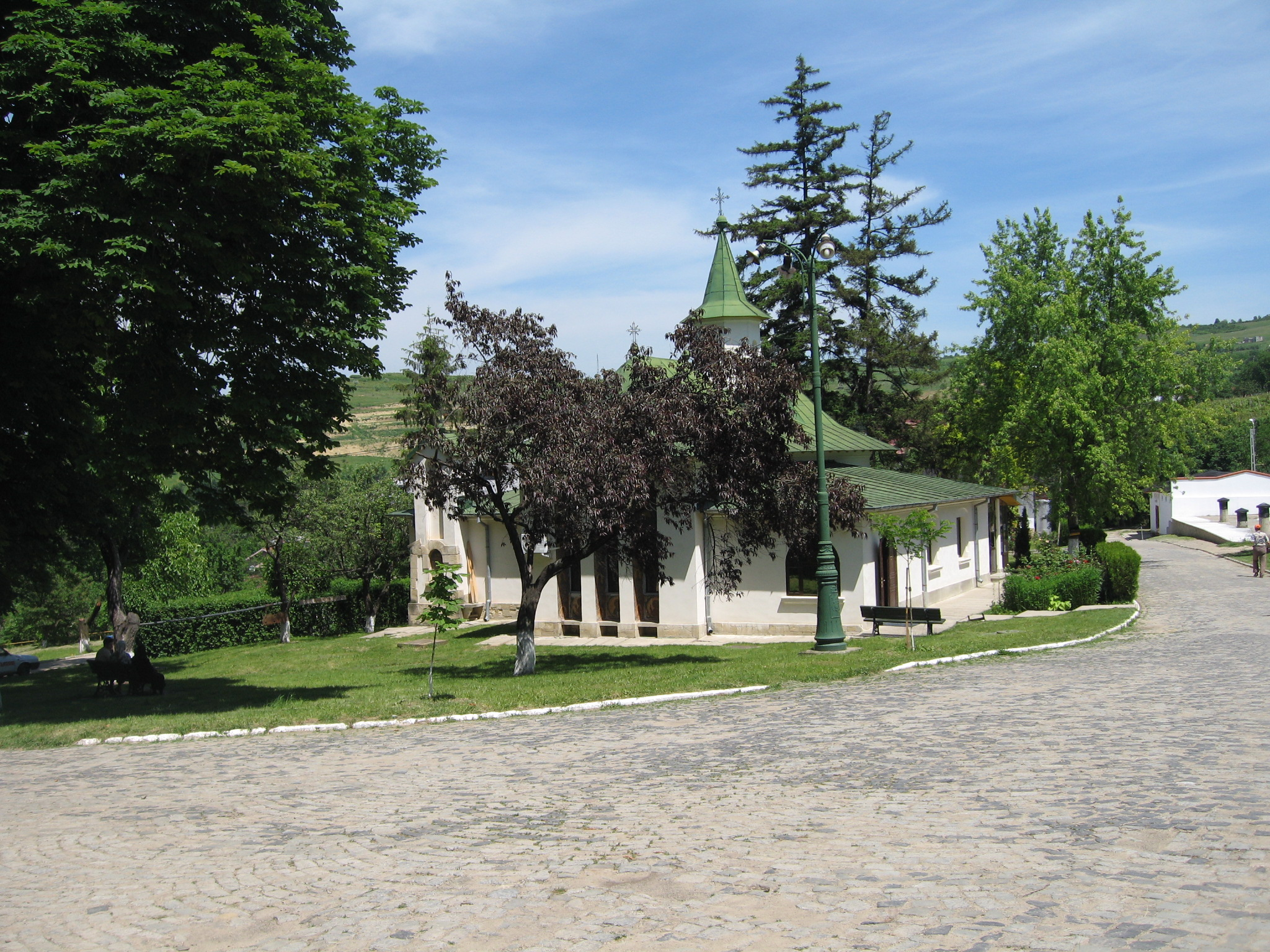
Biserica Mănăstirii Bucium
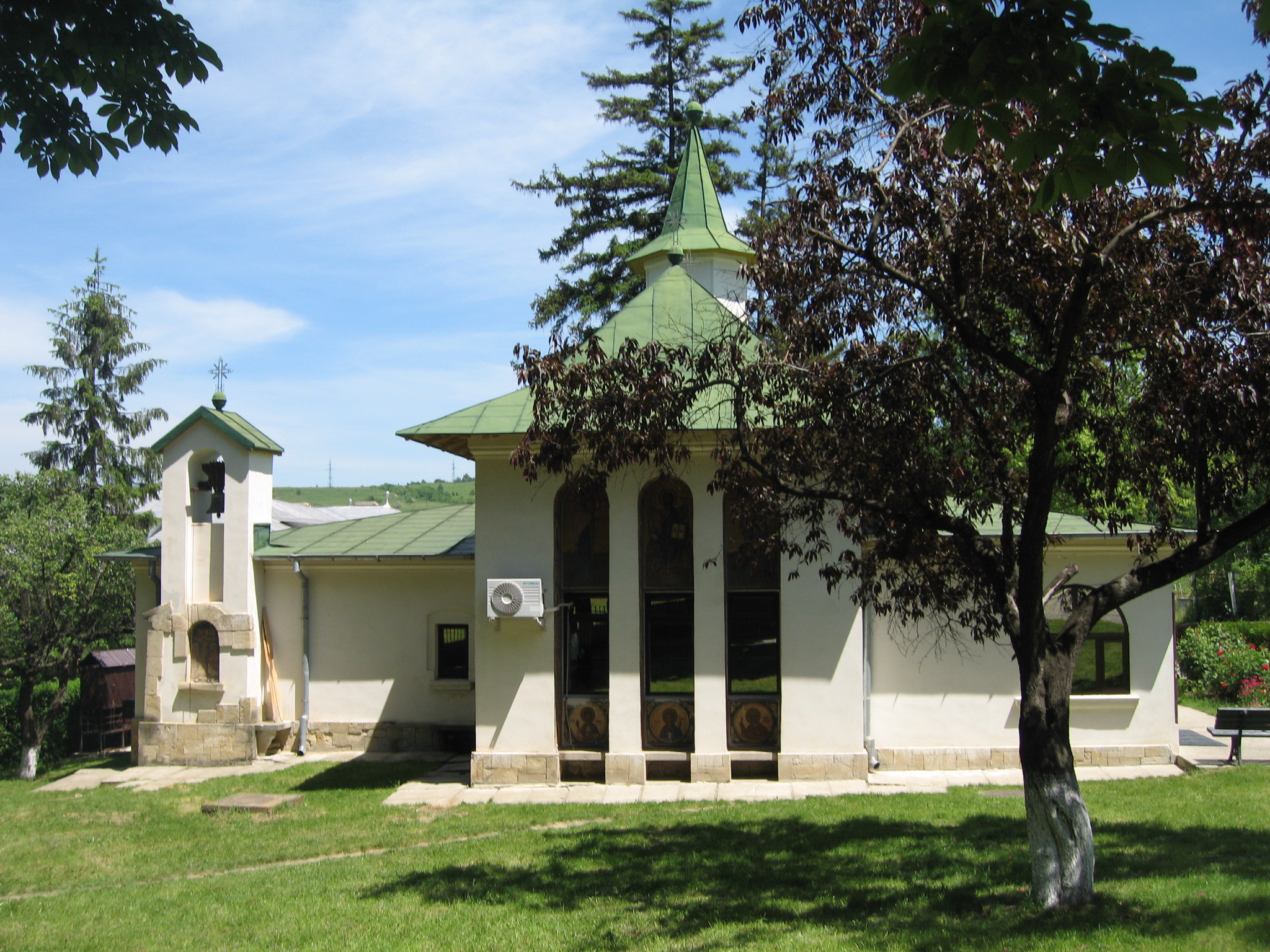
Vedere din spate a bisericii
Pisania
Casa Roznovanu
Casa Roznovanu văzută vara
Vedere din față a Casei Roznovanu
Vedere din spate a Casei Roznovanu